# Soda Bay (Kalifornija)
Soda Bay je naseljeno područje za statističke svrhe u američkoj saveznoj državi Kalifornija. Prema popisu stanovništva iz 2010. u njemu je živjelo 1.016 stanovnika.